# Dichorda cockerelli
Dichorda cockerelli är en fjärilsart som beskrevs av Sperry 1939. Dichorda cockerelli ingår i släktet Dichorda och familjen mätare. Inga underarter finns listade i Catalogue of Life.